# Кызыл-Юлдуз (Ишимбайский район)
Кызыл-Юлдуз (баш. Ҡыҙыл Йондоҙ «Красная Звезда») — деревня в Ишимбайском районе Башкортостана, входит в состав Байгузинского сельсовета.

## Население
| 2002 | 2009 | 2010 |
| ---- | ---- | ---- |
| 15   | ↗18  | ↗22  |

## Географическое положение
У окраины деревни протекает река Тайрук, куда к югу от деревни впадает река Инелга.
Дорогами районного значения связана с деревнями Большебаиково, Татьяновка, селом Кинзебулатово.
Расстояние до:
- районного центра (Ишимбай): 20 км,
- центра сельсовета (Кинзебулатово): 5 км,
- ближайшей ж/д станции (Салават): 34 км.

## Улицы
- Кашкар
- Центральная